# Diazoma

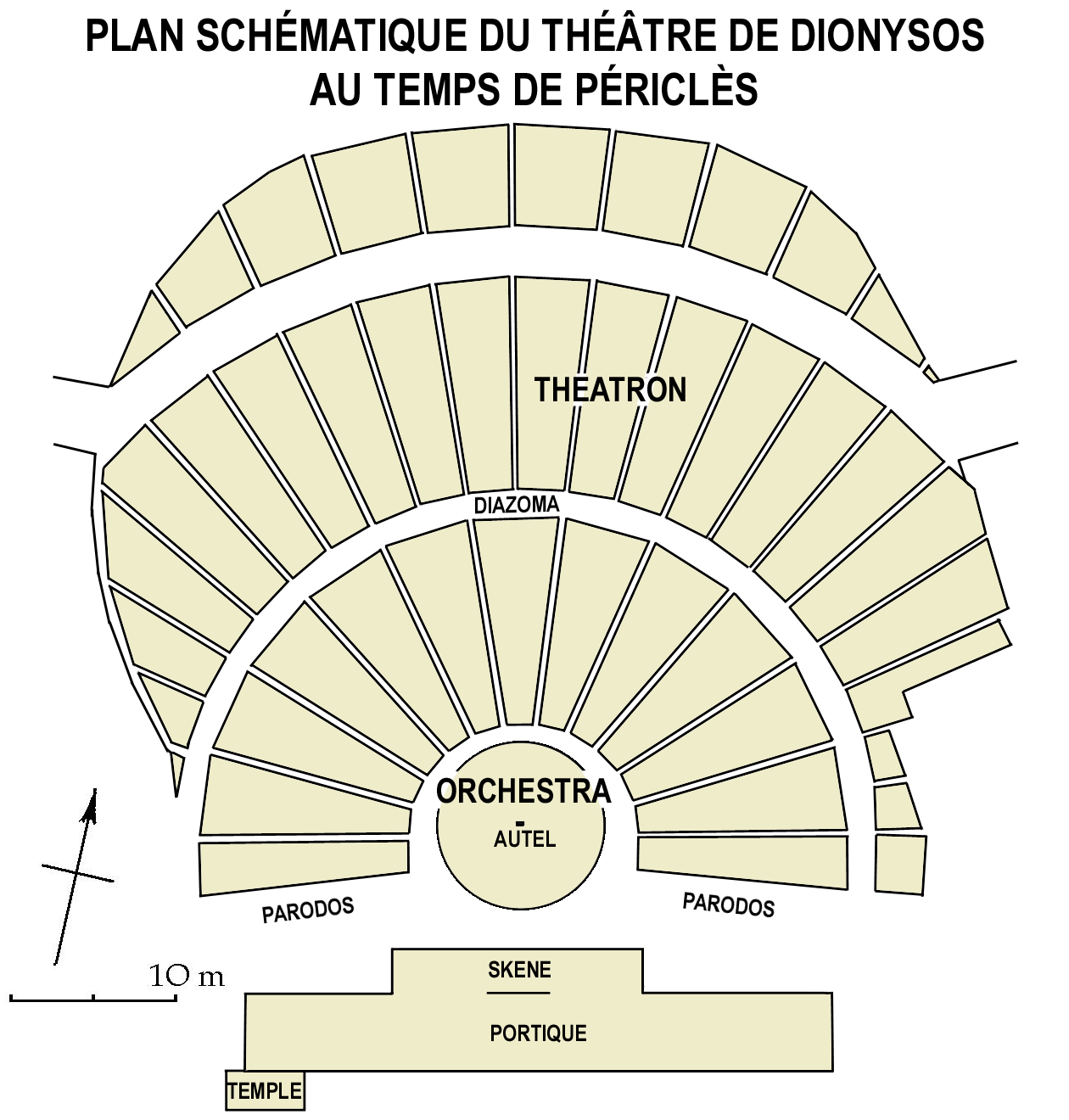
Teatr posiadający dwie diazomy.

Diazoma – w greckim teatrze koncentryczne, szerokie przejście dzielące widownię (theatron) na części. Rzędy siedzeń przy diazomie uważane były za miejsca honorowe.
Zazwyczaj teatry miały jedną diazomę, dzielącą widownię na część dolną i górną, przykładem takiego rozwiązania jest teatr w Epidauros zbudowany przez Polikleta Młodszego. Teatr Dionizosa w Atenach początkowo również miał jedną diazomę, lecz w 333 r. p.n.e. Likurg rozbudował teatr zwiększając jego pojemność i dodając drugą, widownia była zatem podzielona na trzy części. Widownia w małych teatrach, np. jak w Ojniadaj, nie była dzielona diazomą.